# David Campany
David Campany (nacido el 8 de octubre de 1967) es un escritor, comisario, artista y profesor británico que trabaja principalmente con la fotografía.
Campany ha escrito y editado libros; ha colaborado con ensayos y reseñas en otros libros, periódicos, revistas y sitios web; ha comisariado exposiciones de fotografía; ha impartido conferencias públicas, charlas y ponencias en congresos; ha expuesto su propia obra; ha sido miembro del jurado de premios de fotografía; y enseña teoría y práctica fotográfica en la Universidad de Westminster, Londres.
Los libros de Campany han ganado el Kraszna-Krausz Foundation Book Award, el Infinity Award del International Center of Photography, el Silver Award del Deutscher Fotobuchpreis y el J Dudley Johnston Award de la Royal Photographic Society.
Campany es cofundador y coeditor de la revista PA, que se publica desde 2008.

## Vida y trabajo
Campany es cofundador y coeditor de la revista PA Campany creció en Essex. Se licenció en cine, vídeo y artes fotográficas en la Polytechnic of Central London y obtuvo un máster en estudios fotográficos en la misma escuela, por entonces rebautizada como University of Westminster.
En la década de 1990 enseñó historias del arte y del diseño gráfico en la Winchester School of Art. De 2000 a 2004 enseñó teoría y práctica fotográfica en el Surrey Institute of Art and Design. En 2004 se convirtió en lector de fotografía en la Universidad de Westminster.
Vive en el norte de Londres con su mujer, Polly Braden, y sus dos hijas.
El libro de Campany Gasoline (2013) recibió la atención tras su publicación y fue reseñado positivamente por la crítica. Consiste en fotografías de impresiones de gasolineras de 1945 a 1995 rescatadas de los archivos de varios periódicos estadounidenses que han ido desechando sus colecciones de impresiones analógicas en favor del almacenamiento digital, y editadas en una metanarrativa visual. La mayoría de las fotografías han sido marcadas con el lápiz de grasa del director artístico de un periódico, que ha trazado el recorte necesario para ilustrar una o varias historias concretas en el periódico. A menudo están muy retocadas a mano, pintando selectivamente sobre la imagen con corrector y bolígrafo. La segunda mitad del libro consiste en imágenes del reverso de las impresiones, que muestran la información del pie de foto, el nombre del fotógrafo y del titular de los derechos de autor, las fechas de publicación, el periódico y, a veces, recortes del uso de la imagen en el periódico, un archivo propio que se pierde en un archivo digital. Además de ser "elevadas a icono en el lenguaje visual de 'América'", las gasolineras "son bastante banales, pero cuando son noticia es porque ha habido un crimen, un accidente, una subida de precios o una crisis geopolítica", lo que "convierte a la gasolinera en una medida reveladora de una sociedad durante la segunda mitad del siglo XX". El libro describe "la relación de Estados Unidos con el coche, con los viajes, con el consumo, con el resto del mundo" y también puede leerse como "una alegoría sobre la fotografía de noticias. O una pequeña historia del diseño de coches, o de la arquitectura vernácula, o de los gráficos de las calles, o de los trajes que llevan los encargados de los surtidores. Todo lo anterior".
Walker Evans: the Magazine Work (2014), editado y con "un exhaustivo ensayo" de Campany, explora el período de la carrera fotográfica de Evans en Fortune y otras revistas, un período que ha pasado en gran medida desapercibido, con Evans "alabado por cada parte de su carrera creativa excepto por su trabajo en revistas." Krystal Grow, escribiendo en Time, elogió el libro de Campany como "exhaustivamente investigado y meticulosamente editado".
En The Open Road: Photography & the American Road Trip (2014) Campany introduce el viaje por carretera como género fotográfico, siendo el primer libro en hacerlo. Incluye un escrito de Campany y fotografías de Robert Frank (de The Americans), Ed Ruscha, Inge Morath (de The Road to Reno), Garry Winogrand, William Eggleston, Lee Friedlander, Joel Meyerowitz, Jacob Holdt (de American Pictures), Stephen Shore, Bernard Plossu, Victor Burgin (de US 77), Joel Sternfeld, Shin'ya Fujiwara, Alec Soth (de Sleeping by the Mississippi), Todd Hido, Ryan McGinley, Justine Kurland, y Taiyo Onorato y Nico Krebs (de The Great Unreal).
Campany cofundó y coedita la revista PA con Cristina Bechtler. En cada número se invita a un artista a seleccionar y secuenciar su propia obra y a seleccionar a un segundo artista que haga lo mismo, posiblemente con un diálogo sobre su práctica.

## Publicaciones

### Publicaciones por Campany
- Arte y fotografía. Londres: Phaidon. Editado y con texto de Campany.
  - Arte y fotografía. 2003. ISBN 9780714842868. "Las primeras ediciones (cubierta azul de Thomas Struth) incluyen una amplia sección de "Documentos", recortada de las reediciones posteriores, más baratas (cubierta de Luigi Ghirri)".[27]
  - Arte y Fotografía. Temas y movimientos. Reimpresiones 2005, 2008, 2012. Ediciones en inglés ( ISBN 978-0714863924), francés, español, alemán, italiano y japonés. En rústica y tapa dura.
- El cine. Serie Documents of Contemporary Art. Londres: Whitechapel Gallery; Cambridge, MA: MIT Press, 2007.  ISBN 978-085488-152-9. Editado por Campany y con contribuciones de Roland Barthes, Jean Baudrillard, Raymond Bellour, Anton Giulio Bragaglia, Victor Burgin, Henri Cartier-Bresson, Catherine David, Thierry de Duve, Gilles Deleuze, Philip-Lorca diCorcia, Philippe Dubois, Régis Durand, Sergei Eisenstein, Mike Figgis, Hollis Frampton, Susanne Gaensheimer, Nan Goldin, Chris Marker, Christian Metz, Laura Mulvey, László Moholy-Nagy, Beaumont Newhall, Uriel Orlow, Pier Paolo Pasolini, Constance Penley, Richard Prince, Steve Reich, Carlo Rim, Raúl Ruiz, Susan Sontag, Blake Stimson, Michael Tarantino, Agnès Varda, Jeff Wall, Andy Warhol y Peter Wollen.
- Hannah Collins: Historia actual. Películas y fotografías. Barcelona: Fundación La Caixa, 2008. Catálogo de la exposición, editado y con texto de Campany y CaixaForum Barcelona.
  - Hannah Collins. Historia en curso: Películas y Fotografías. Edición en castellano también con texto en inglés. ISBN 9788476649879.
  - Història en curs : Pel-lícules i Fotografies. Edición en catalán también con texto en inglés.  ISBN 9788476649862.
- Fotografía y Cine. Editado y con texto de Campany.
  - Londres: Reaktion, 2008. ISBN 9781861893512.
  - צילום, קולנוע, צילום. Tel Aviv: Editorial Pitom, 2011. Edición en hebreo, traducida por Esther Dotan.
  - Sinema ve Fotoğrafçılık. Teherán: Iran Book News Agency (IBNA), 2013. Edición en lengua iraní, traducida por Muhsin Bayramnejad'ın.
- Hannah Collins: la Revelación del Tiempo (El tiempo lo explicará todo). Bogotá: Museo de Arte de la Universidad Nacional de Colombia / National University's Art Museum, National University of Colombia, 2010. Catálogo de la exposición, editado y con texto de Campany.
- Jeff Wall: Picture for Women. Londres: Afterall; Cambridge, MA: MIT Press, 2011. ISBN 978-1-84638-071-6. Editado y con texto de Campany.
- Rico y extraño. Chopped Liver Press, 2012. ASIN B00L2FP92Q. Editado y con texto de Campany. Edición de 100 ejemplares.
- Gasolina. Editado por Campany. Incluye la transcripción de una entrevista con George Kaplan.
  - Londres: Mack, 2013. ISBN 9781907946448.
  - Londres: MAPP. Libro electrónico.
- Walker Evans: la obra de la revista. Göttingen: Steidl, 2014. ISBN 978-3-86930-259-1. Fotografías de Walker Evans, editadas y con un ensayo de Campany.
- The Open Road: Photography & the American Road Trip. Editado y con texto de Campany, fotografías de Robert Frank, Ed Ruscha, Inge Morath, Garry Winogrand, William Egglestone, Lee Friedlander, Joel Meyerowitz, Jacob Holdt, Stephen Shore, Bernard Plossu, Victor Burgin, Joel Sternfeld, Shin'ya Fujiwara, Alec Soth, Todd Hido, Ryan McGinley, Justine Kurland y Taiyo Onorato y Nico Krebs.
  - Nueva York: Aperture, 2014. ISBN 978-1-59711-240-6.
  - Road Trips: Voyages photographiques à travers l'Amérique. París: Textuel, 2014. ISBN 9782845975002. Versión en francés.
  - En la Carretera: Viajes fotográficos a través de Norteamérica. Madrid: La Fábrica, 2014. ISBN 9788415691822. Versión en español.
- Un puñado de polvo. Londres: Mack; París: Le Bal, 2015. ISBN 9781910164389. Versión en inglés. Acompañado de una exposición en Le Bal, París.
  - Polvo: Histoires de poussière: D'après Man Ray et Marcel Duchamp. Londres: Mack; París: Le Bal, 2015. ISBN 978-1910164488. Versión en francés.
- Sobre las fotografías. Londres: Thames & Hudson; Cambridge, MA: MIT Press; Turín, Italia: Guilio Einaudi, 2020. Editado y con texto de Campany.[28]
  - En el resumen de la editorial en la página web del autor, se explica el origen del título "El título, On Photographs, alude al influyente y rompedor On Photography de Susan Sontag. Cuando era estudiante, Campany conoció a Sontag y cuestionó su valoración de la fotografía sin incluir fotografías concretas. Sontag ... sugirió que algún día Campany podría escribir su propio libro sobre el tema".

### Publicaciones con contribuciones por Campany
- La quietud y el tiempo: Photography and the Moving Image. Brighton: Photoworks, 2006. ISBN 9781903796184. Editado y con capítulos de Joanna Lowry y David Green. Campany contribuye con el capítulo "Posing, acting, photography". Capítulos también de Mary Ann Doane, Jonathan Friday, Yve Lomax, Kaja Silverman, John Stezaker, Garrett Stewart, Laura Mulvey y Victor Burgin.

- Haciendo historia: Art and Documentary from 1929 to Now. Londres: Tate Publishing, 2006. ISBN 978-1854376824. Editado por Campany, Lynda Morris, Mark Nash y Tanya Barson. Incluye ensayos e ilustraciones de John Grierson, William Coldstream, Humphrey Spender, Bill Brandt, John Bratby, Lucian Freud, Martin Parr, Isaac Julien, Jeremy Deller y Gillian Wearing. Catálogo de la exposición del mismo nombre en la Tate Liverpool, 2006.

- Jeff Wall habla con David Campany. Conversaciones con fotógrafos. Madrid: La Fábrica, 2009. ISBN 9788492498895. Viene en una caja con otras cinco conversaciones en forma de libro, los otros son John Baldessari, Hannah Collins, Axel Hütte, Gonzalo Puch y Wolfgang Tillmans). Ediciones en inglés y español. El texto de esta edición se reimprime en Jeff Wall: Visibility, Museo de Arte de Tel Aviv, 2013, ISBN 978-965-539-078-0, hebreo/inglés.
- William Klein: Paintings, Etc. Roma: Contrasto; Londres: Hackelbury; Nueva York: Howard Greenberg, 2012. ISBN 9788869654008. Campany contribuye con un ensayo, "Noventa segundos".

#### PA Revista
- Jeff Wall y Patrick Faigenbaum. Revista PA no. 1. Londres, Zúrich, Nueva York: Ink Tree, 2008. ISSN 1662-7660. Obra de Jeff Wall y Patrick Faigenbaum. Campany contribuye con un ensayo. Incluye una conversación entre Wall y Faigenbaum, y también ensayos de Mark Bolland y Georg Kohler
- Doug Aitken y Philip Hays. Revista PA nº 2. Londres, Zúrich, Nueva York: Ink Tree, 2009. ISSN 1662-7660. Fotografías de Doug Aitken e ilustración de Philip Hays. Campany contribuye con un texto, al igual que Aitken, Philip Kaiser y Mark Wigley.
- John Baldessari y Naomi Shohan. Revista PA no. 3. Londres, Zúrich, Nueva York: Ink Tree, 2011. ISBN 9783037642528. Collages de John Baldessari y fotografías de Naomi Shohan. Coeditado por Campany y Cristina Bechtler. Campany aporta una serie de citas de varias personas sobre la edición. Texto de Jessica Morgan y una conversación por correo electrónico con Baldessari, Shohan y Amy Cappellazzo.
- Boris Mikhailov y Tacita Dean. Revista PA no. 4. Londres, Zúrich, Nueva York: Ink Tree, 2013. ISSN 1662-7660. Obra de Boris Mikhailov. Campany y Cristina Bechtler contribuyen con una introducción. Textos de Tacita Dean, Amy Cappellazzo y Philip Ursprung.

## Premios
- 2009: And/or Book Awards / Kraszna-Krausz Foundation Book Awards, categoría Moving Image, por Fotografía y Cine (2008).[29][30][31] 2012: Premio Infinito, categoría de escritura, del Centro Internacional de Fotografía,[32] por Jeff Wall: Picture for Women (2011).  2015: Premio de Plata, Deutscher Fotobuchpreis, por Walker Evans: the Magazine Work (2014).[33]  2015: Premio J Dudley Johnston, de la Royal Photographic Society.

## Exposiciones

### Exposiciones comisariadas por Campany
- 2008: Hannah Collins: Historia actual, CaixaForum Barcelona, 23 de octubre - 11 de enero de 2009; CaixaForum Madrid, 19 de noviembre - 21 de febrero de 2010;[34] Museo Artium, Vitoria, 23 de octubre de 2008 - 11 de enero de 2009;[35] Museo de Arte de la Universidad Nacional, Ciudad Universitaria de Bogotá, Universidad Nacional de Colombia, Bogotá [cita requerida](donde fue ampliada y retitulada La Revelación del Tiempo, co-comisariada con María Belén Saez de Ibarra). Películas y fotografías de Hannah Collins.
- 2010: Anonymes: Unnamed America in Photography and Film, Le Bal, París, 18 de septiembre - 19 de diciembre de 2010.[36] Una exposición temática con obras de Jeff Wall, Walker Evans, Chauncey Hare, Lewis Baltz, Standish Lawder, Sharon Lockhart, Doug Rickard, Anthony Hernandez, Arianna Arcara & Luca Santese, y Bruce Gilden.
- 2010: This Must Be the Place, Jerwood Space, Londres, 17 de noviembre - 12 de diciembre de 2010.[37] Con obras de Tereza Zelenkova, Camille Fallet, Xavier Ribas, Walker Evans, Eva Stenram, Lillian Wilkie y Mimi Mollica.
- 2013: Mark Neville, Deeds Not Words, The Photographers' Gallery, Londres, 2 de agosto - 29 de septiembre de 2013.[38] Fotografías de Mark Neville.
- 2013: Victor Burgin: On Paper, Richard Saltoun Gallery, 2013.[39][40] Con obras de Victor Burgin.
- 2013: Victor Burgin: A Sense of Place, Londres, Ambika P3, 2013, 1 de noviembre - 1 de diciembre de 2013.[41] Con obra de Victor Burgin.
- 2014: Lewis Baltz - Common Objects: Hitchcock, Antonioni, Godard, Le Bal, París, 23 de mayo - 24 de agosto de 2014.[42] Fotografías de Lewis Baltz.
- 2014/2015: Walker Evans: the Magazine Work, Museo de Arte Contemporáneo de Cracovia (MOCAK), 16 de mayo de 2014 - 15 de junio de 2014;[43] Fotomuseum Antwerp, 27 de junio - 12 de noviembre de 2014.[44] Pôle Image Haute-Normandie, Rouen, Francia, 13 de marzo - 9 de mayo de 2015.[45] Fotografías de Walker Evans.
- 2015-2017: Un puñado de polvo - De lo cósmico a lo doméstico, Le Bal, París, 16 de octubre de 2015 - 17 de enero de 2016;[46] Un puñado de polvo: Photography after Man Ray and Marcel Duchamp, Whitechapel Gallery, Londres, junio-septiembre de 2017.[47][48]
- 2016: The Open Road: Photography and the American Road Trip, Crystal Bridges Museum of American Art, Bentonville, AR, febrero-mayo de 2016. Comisariada por Campany y Denise Wolff.[49]

### Exposiciones de Campany como artista

#### Exposiciones de solo
- 1996: Documents of the Impossible. Focal Point Gallery, Southend, Essex. Junio-agosto de 1996.[cita requerida]

#### Exposiciones con otros
- 2009: Broken Pieces of China, realizada en colaboración con Polly Braden, London Gallery West, University of Westminster, 6 de febrero - 1 de marzo de 2009.[50]
- 2011: Lee Cluderay, realizada en colaboración con Polly Braden, Szara Kamienica Gallery, 14 de mayo - 12 de junio de 2011, como parte del Kracow Photomonth, comisariado por Adam Broomberg & Oliver Chanarin.
- 2011: Adventures in the Valley, realizada en colaboración con Polly Braden, Minnie Weisz Studio, 1-17 de julio de 2011, como parte del London Street Photography Festival.[51][52]

#### Exposiciones de grupo
- 2005: Adventures in the Valley, realizado en colaboración con Polly Braden, Institute of Contemporary Arts, Londres, agosto de 2005,[53] como parte de Real Estate, comisariado por B+B.[54] Presentación de diapositivas digitales e impresiones fotográficas.

- 2010: Nothing is in the Place, 1-30 de mayo de 2010, Galería de Arte Contemporáneo Bunkier Sztuki, comisariada por Jason Evans como parte del Kracow Photomonth.[55]

## Apariciones en televisión
- El genio de la fotografía. Serie de seis partes de Wall-to-Wall Productions, BBC Television, 2007. [cita requerida] Las muchas vidas de William Klein. Serie Imagine, BBC1, emitida por primera vez el 20 de noviembre de 2012.[56]